# Mesquita Rei Faiçal
A Mesquita Rei Faiçal é um templo de religião islâmica localizada na cidade brasileira de Londrina, ao norte do estado do Paraná.
A mesquita, cujo nome homenageia o rei Faiçal II, foi inaugurada em 1975 e é a segunda do país.